# Sydamerikanska mästerskapet i fotboll 1945
Sydamerikanska mästerskapet i fotboll 1945 spelades i Santiago, Chile 14 januari-28 februari 1945. Turneringen räknas det som en extraturnering, och vinnaren tilldelades ingen trofé, men CONMEBOL har ändå klassat den som officiell.
Deltog gjorde Argentina, Bolivia, Brasilien, Chile, Colombia, Ecuador och Uruguay. 
Paraguay och Peru drog sig ur.

## Domare
- José Macías (Argentina)
- Mário Vianna (Brasilien)
- Juan Las Heras (Chile)
- Humberto Reginatto (Chile)
- Nobel Valentini (Uruguay)

## Matcher
Lagen spelade i en serie där alla mötte alla, där vinst gav två poäng, oavgjort en och förlust noll. 
| Nr | Lag       | S | V | O | F | GM | IM | MS  | P  |
| -- | --------- | - | - | - | - | -- | -- | --- | -- |
| 1  | Argentina | 6 | 5 | 1 | 0 | 22 | 5  | +17 | 11 |
| 2  | Brasilien | 6 | 5 | 0 | 1 | 19 | 5  | +14 | 10 |
| 3  | Chile     | 6 | 4 | 1 | 1 | 15 | 5  | +10 | 9  |
| 4  | Uruguay   | 6 | 3 | 0 | 3 | 14 | 6  | +8  | 6  |
| 5  | Colombia  | 6 | 1 | 1 | 4 | 7  | 25 | −18 | 3  |
| 6  | Bolivia   | 6 | 0 | 2 | 4 | 3  | 16 | −13 | 2  |
| 7  | Ecuador   | 6 | 0 | 1 | 5 | 9  | 27 | −18 | 1  |

|  | 14 januari | Chile                                                       | 6 – 3   | Ecuador                                        | Estadio Nacional de Chile                      |                                                |
|  |            | Alcántara 28′, 59′, 81′ Vera 29′ Hormazábal 45′ Clavero 70′ | (3 – 2) | 30′ Raymondi Chávez 44′ Jiménez 51′ L. Mendoza | Publik: 65 000 Domare: José Macías (Argentina) | Publik: 65 000 Domare: José Macías (Argentina) |
|  |            |                                                             |         |                                                | Publik: 65 000 Domare: José Macías (Argentina) | Publik: 65 000 Domare: José Macías (Argentina) |
|  |            |                                                             |         |                                                | Publik: 65 000 Domare: José Macías (Argentina) | Publik: 65 000 Domare: José Macías (Argentina) |

|  | 18 januari | Argentina                                          | 4 – 0   | Bolivia | Estadio Nacional de Chile                         |                                                   |
|  |            | Pontoni 10′ Martino 43′ Loustau 70′ de la Mata 75′ | (2 – 0) |         | Publik: 35 000 Domare: Humberto Reginatto (Chile) | Publik: 35 000 Domare: Humberto Reginatto (Chile) |
|  |            |                                                    |         |         | Publik: 35 000 Domare: Humberto Reginatto (Chile) | Publik: 35 000 Domare: Humberto Reginatto (Chile) |
|  |            |                                                    |         |         | Publik: 35 000 Domare: Humberto Reginatto (Chile) | Publik: 35 000 Domare: Humberto Reginatto (Chile) |

|  | 21 januari | Brasilien                                    | 3 – 0   | Colombia | Estadio Nacional de Chile                        |                                                  |
|  |            | Jorginho 13′ Heleno 15′ Jaime de Almeida 38′ | (3 – 0) |          | Publik: 60 000 Domare: Nobel Valentini (Uruguay) | Publik: 60 000 Domare: Nobel Valentini (Uruguay) |
|  |            |                                              |         |          | Publik: 60 000 Domare: Nobel Valentini (Uruguay) | Publik: 60 000 Domare: Nobel Valentini (Uruguay) |
|  |            |                                              |         |          | Publik: 60 000 Domare: Nobel Valentini (Uruguay) | Publik: 60 000 Domare: Nobel Valentini (Uruguay) |

|  | 24 januari | Chile                                    | 5 – 0   | Bolivia | Estadio Nacional de Chile                        |                                                  |
|  |            | Clavero 13′, 27′, 39′ Alcántara 75′, 79′ | (3 – 0) |         | Publik: 70 000 Domare: Nobel Valentini (Uruguay) | Publik: 70 000 Domare: Nobel Valentini (Uruguay) |
|  |            |                                          |         |         | Publik: 70 000 Domare: Nobel Valentini (Uruguay) | Publik: 70 000 Domare: Nobel Valentini (Uruguay) |
|  |            |                                          |         |         | Publik: 70 000 Domare: Nobel Valentini (Uruguay) | Publik: 70 000 Domare: Nobel Valentini (Uruguay) |

|  | 24 januari | Uruguay                                     | 5 – 1   | Ecuador    | Estadio Nacional de Chile                       |                                                 |
|  |            | A. García 1′, 60′, 83′ Porta 28′ Varela 83′ | (2 – 1) | 39′ Aguayo | Publik: 70 000 Domare: Mário Vianna (Brasilien) | Publik: 70 000 Domare: Mário Vianna (Brasilien) |
|  |            |                                             |         |            | Publik: 70 000 Domare: Mário Vianna (Brasilien) | Publik: 70 000 Domare: Mário Vianna (Brasilien) |
|  |            |                                             |         |            | Publik: 70 000 Domare: Mário Vianna (Brasilien) | Publik: 70 000 Domare: Mário Vianna (Brasilien) |

|  | 28 januari | Uruguay                                                                | 7 – 0   | Colombia | Estadio Nacional de Chile                       |                                                 |
|  |            | A. García 22′, 89′ Riephoff 25′ J. García 37′, 83′ Ortiz 75′ Porta 86′ | (3 – 0) |          | Publik: 28 000 Domare: Mário Vianna (Brasilien) | Publik: 28 000 Domare: Mário Vianna (Brasilien) |
|  |            |                                                                        |         |          | Publik: 28 000 Domare: Mário Vianna (Brasilien) | Publik: 28 000 Domare: Mário Vianna (Brasilien) |
|  |            |                                                                        |         |          | Publik: 28 000 Domare: Mário Vianna (Brasilien) | Publik: 28 000 Domare: Mário Vianna (Brasilien) |

|  | 28 januari | Brasilien                 | 2 – 0   | Bolivia | Estadio Nacional de Chile                                                     |                                                                               |
|  |            | Ademir 48′ Tesourinha 80′ | (0 – 0) |         | Publik: 28 000 · Domare: José Macías (Argentina) · Rött kort: Orgaz, BOL (65) | Publik: 28 000 · Domare: José Macías (Argentina) · Rött kort: Orgaz, BOL (65) |
|  |            |                           |         |         | Publik: 28 000 · Domare: José Macías (Argentina) · Rött kort: Orgaz, BOL (65) | Publik: 28 000 · Domare: José Macías (Argentina) · Rött kort: Orgaz, BOL (65) |
|  |            |                           |         |         | Publik: 28 000 · Domare: José Macías (Argentina) · Rött kort: Orgaz, BOL (65) | Publik: 28 000 · Domare: José Macías (Argentina) · Rött kort: Orgaz, BOL (65) |

|  | 31 januari | Chile                  | 2 – 0   | Colombia | Estadio Nacional de Chile                      |                                                |
|  |            | Medina 48′ Piñeiro 80′ | (0 – 0) |          | Publik: 60 000 Domare: José Macías (Argentina) | Publik: 60 000 Domare: José Macías (Argentina) |
|  |            |                        |         |          | Publik: 60 000 Domare: José Macías (Argentina) | Publik: 60 000 Domare: José Macías (Argentina) |
|  |            |                        |         |          | Publik: 60 000 Domare: José Macías (Argentina) | Publik: 60 000 Domare: José Macías (Argentina) |

|  | 31 januari | Argentina                                            | 4 – 2   | Ecuador                   | Estadio Nacional de Chile                        |                                                  |
|  |            | Pontoni 11′ de la Mata 50′ Martino 69′ Pelegrina 83′ | (1 – 0) | 53′ Aguayo 62′ J. Mendoza | Publik: 60 000 Domare: Nobel Valentini (Uruguay) | Publik: 60 000 Domare: Nobel Valentini (Uruguay) |
|  |            |                                                      |         |                           | Publik: 60 000 Domare: Nobel Valentini (Uruguay) | Publik: 60 000 Domare: Nobel Valentini (Uruguay) |
|  |            |                                                      |         |                           | Publik: 60 000 Domare: Nobel Valentini (Uruguay) | Publik: 60 000 Domare: Nobel Valentini (Uruguay) |

|  | 7 februari | Argentina                                                                        | 9 – 1   | Colombia    | Estadio Nacional de Chile                        |                                                  |
|  |            | Pontoni 3′, 7′ Méndez 15′, 39′ Martino 27′ Boyé 41′ Loustau 50′ Ferraro 80′, 81′ | (6 – 0) | 52′ Mendoza | Publik: 60 000 Domare: Nobel Valentini (Uruguay) | Publik: 60 000 Domare: Nobel Valentini (Uruguay) |
|  |            |                                                                                  |         |             | Publik: 60 000 Domare: Nobel Valentini (Uruguay) | Publik: 60 000 Domare: Nobel Valentini (Uruguay) |
|  |            |                                                                                  |         |             | Publik: 60 000 Domare: Nobel Valentini (Uruguay) | Publik: 60 000 Domare: Nobel Valentini (Uruguay) |

|  | 7 februari | Brasilien                     | 3 – 0   | Uruguay | Estadio Nacional de Chile                      |                                                |
|  |            | Heleno 8′, 32′ Rui Campos 20′ | (3 – 0) |         | Publik: 60 000 Domare: José Macías (Argentina) | Publik: 60 000 Domare: José Macías (Argentina) |
|  |            |                               |         |         | Publik: 60 000 Domare: José Macías (Argentina) | Publik: 60 000 Domare: José Macías (Argentina) |
|  |            |                               |         |         | Publik: 60 000 Domare: José Macías (Argentina) | Publik: 60 000 Domare: José Macías (Argentina) |

|  | 11 februari | Bolivia | 0 – 0 | Ecuador | Estadio Nacional de Chile                       |  |
|  |             |         |       |         | Publik: 70 000 Domare: Mário Vianna (Brasilien) |  |
|  |             |         |       |         |                                                 |  |
|  |             |         |       |         |                                                 |  |

|  | 11 februari | Chile     | 1 – 1   | Argentina  | Estadio Nacional de Chile                        |                                                  |
|  |             | Medina 3′ | (1 – 0) | 52′ Méndez | Publik: 70 000 Domare: Nobel Valentini (Uruguay) | Publik: 70 000 Domare: Nobel Valentini (Uruguay) |
|  |             |           |         |            | Publik: 70 000 Domare: Nobel Valentini (Uruguay) | Publik: 70 000 Domare: Nobel Valentini (Uruguay) |
|  |             |           |         |            | Publik: 70 000 Domare: Nobel Valentini (Uruguay) | Publik: 70 000 Domare: Nobel Valentini (Uruguay) |

|  | 15 februari | Uruguay              | 2 – 0   | Bolivia | Estadio Nacional de Chile                                                                                     | |
|  |             | Falero 26′ Porta 75′ | (1 – 0) |         | Publik: 65 000 · Domare: Mário Vianna (Brasilien) · Rött kort: Gambetta, URU (57) · Achá, BOL · Saavedra, BOL | Publik: 65 000 · Domare: Mário Vianna (Brasilien) · Rött kort: Gambetta, URU (57) · Achá, BOL · Saavedra, BOL |
|  |             |                      |         |         | Publik: 65 000 · Domare: Mário Vianna (Brasilien) · Rött kort: Gambetta, URU (57) · Achá, BOL · Saavedra, BOL | Publik: 65 000 · Domare: Mário Vianna (Brasilien) · Rött kort: Gambetta, URU (57) · Achá, BOL · Saavedra, BOL |
|  |             |                      |         |         | Publik: 65 000 · Domare: Mário Vianna (Brasilien) · Rött kort: Gambetta, URU (57) · Achá, BOL · Saavedra, BOL | Publik: 65 000 · Domare: Mário Vianna (Brasilien) · Rött kort: Gambetta, URU (57) · Achá, BOL · Saavedra, BOL |

|  | 15 februari | Argentina            | 3 – 1   | Brasilien  | Estadio Nacional de Chile                        |                                                  |
|  |             | Méndez 14′, 20′, 40′ | (3 – 1) | 32′ Ademir | Publik: 65 000 Domare: Nobel Valentini (Uruguay) | Publik: 65 000 Domare: Nobel Valentini (Uruguay) |
|  |             |                      |         |            | Publik: 65 000 Domare: Nobel Valentini (Uruguay) | Publik: 65 000 Domare: Nobel Valentini (Uruguay) |
|  |             |                      |         |            | Publik: 65 000 Domare: Nobel Valentini (Uruguay) | Publik: 65 000 Domare: Nobel Valentini (Uruguay) |

|  | 18 februari | Colombia                                | 3 – 1   | Ecuador   | Estadio Nacional de Chile                        |                                                  |
|  |             | González Rubio 2′ Gámez 64′ Berdugo 70′ | (1 – 1) | 4′ Aguayo | Publik: 65 000 Domare: Nobel Valentini (Uruguay) | Publik: 65 000 Domare: Nobel Valentini (Uruguay) |
|  |             |                                         |         |           | Publik: 65 000 Domare: Nobel Valentini (Uruguay) | Publik: 65 000 Domare: Nobel Valentini (Uruguay) |
|  |             |                                         |         |           | Publik: 65 000 Domare: Nobel Valentini (Uruguay) | Publik: 65 000 Domare: Nobel Valentini (Uruguay) |

|  | 18 februari | Chile     | 1 – 0   | Uruguay | Estadio Nacional de Chile                                                         |                                                                                   |
|  |             | Medina 8′ | (1 – 0) |         | Publik: 65 000 · Domare: José Macías (Argentina) · Rött kort: Gambetta, (Uruguay) | Publik: 65 000 · Domare: José Macías (Argentina) · Rött kort: Gambetta, (Uruguay) |
|  |             |           |         |         | Publik: 65 000 · Domare: José Macías (Argentina) · Rött kort: Gambetta, (Uruguay) | Publik: 65 000 · Domare: José Macías (Argentina) · Rött kort: Gambetta, (Uruguay) |
|  |             |           |         |         | Publik: 65 000 · Domare: José Macías (Argentina) · Rött kort: Gambetta, (Uruguay) | Publik: 65 000 · Domare: José Macías (Argentina) · Rött kort: Gambetta, (Uruguay) |

|  | 21 februari | Bolivia                 | 3 – 3 | Colombia                     | Estadio Nacional de Chile                     |                                               |
|  |             | Orozco Romero Fernández |       | González Rubio Berdugo Gámez | Publik: 22 000 Domare: Juan Las Heras (Chile) | Publik: 22 000 Domare: Juan Las Heras (Chile) |
|  |             |                         |       |                              | Publik: 22 000 Domare: Juan Las Heras (Chile) | Publik: 22 000 Domare: Juan Las Heras (Chile) |
|  |             |                         |       |                              | Publik: 22 000 Domare: Juan Las Heras (Chile) | Publik: 22 000 Domare: Juan Las Heras (Chile) |

|  | 21 februari | Brasilien                                                          | 9 – 2 | Ecuador         | Estadio Nacional de Chile                      |                                                |
|  |             | Ademir 3′, 10′, 75′ Heleno 22′, 28′ Zizinho 40′, 65′ Jair 67′, 68′ |       | Aguayo Albornoz | Publik: 22 000 Domare: José Macías (Argentina) | Publik: 22 000 Domare: José Macías (Argentina) |
|  |             |                                                                    |       |                 | Publik: 22 000 Domare: José Macías (Argentina) | Publik: 22 000 Domare: José Macías (Argentina) |
|  |             |                                                                    |       |                 | Publik: 22 000 Domare: José Macías (Argentina) | Publik: 22 000 Domare: José Macías (Argentina) |

|  | 25 februari | Argentina   | 1 – 0   | Uruguay | Estadio Nacional de Chile                     |                                               |
|  |             | Martino 50′ | (0 – 0) |         | Publik: 75 000 Domare: Juan Las Heras (Chile) | Publik: 75 000 Domare: Juan Las Heras (Chile) |
|  |             |             |         |         | Publik: 75 000 Domare: Juan Las Heras (Chile) | Publik: 75 000 Domare: Juan Las Heras (Chile) |
|  |             |             |         |         | Publik: 75 000 Domare: Juan Las Heras (Chile) | Publik: 75 000 Domare: Juan Las Heras (Chile) |

|  | 28 februari | Brasilien  | 1 – 0   | Chile | Estadio Nacional de Chile                        |                                                  |
|  |             | Heleno 20′ | (1 – 0) |       | Publik: 80 000 Domare: Nobel Valentini (Uruguay) | Publik: 80 000 Domare: Nobel Valentini (Uruguay) |
|  |             |            |         |       | Publik: 80 000 Domare: Nobel Valentini (Uruguay) | Publik: 80 000 Domare: Nobel Valentini (Uruguay) |
|  |             |            |         |       | Publik: 80 000 Domare: Nobel Valentini (Uruguay) | Publik: 80 000 Domare: Nobel Valentini (Uruguay) |

## Målskyttar
6 mål
| - Norberto Méndez | - Heleno |  |

5 mål
| - Ademir | - Juan Alcántara | - Atilio García |  |

4 mål
| - Rinaldo Martino | - René Pontoni | - Guillermo Clavero | - Víctor Aguayo |

3 mål
| - Desiderio Medina | - Roberto Porta |  |

2 mål
| - Vicente de la Mata - José Luis Ferraro - Félix Loustau | - Jair - Zizinho | - Roberto Gámez - Luis González Rubio | - Fulgencio Berdugo - José García |

1 mål
| - Mario Boyé - Manuel Pellegrina - Raúl Fernández - Walter Orozco - Roque Romero - Jaime de Almeida | - Jorginho - Rui - Tesourinha - Francisco Hormazábal - Manuel Piñeiro | - Erasmo Vera - Arturo Mendoza - José Mendoza - Luis Mendoza - José María Jiménez | - Enrique Raymondi Chávez - Nicolás Falero - José María Ortiz - Juan Pedro Riephoff - Obdulio Varela |